# Pinnic
Pinnic va ser un programa de televisió infantil, creat i dirigit per Miquel Obiols, que es va emetre en Televisió Espanyola des del 16 de novembre de 1992 fins al 19 de juliol de 1996. Produït pel centre territorial de TVE a Catalunya, es va estrenar inicialment en La 1 i després va passar a la programació de La 2.

## Format
Concebut com un programa «contenidor» de sèries infantils per a un públic entre 6 i 12 anys, el fil conductor de Pinnic era una successió d'esquetxos protagonitzats per quatre joves que viuen en un entorn imaginari i surrealista. La idea era reflectir l'energia dels nens, utilitzant el seu mateix llenguatge i potenciant la seva imaginació, a través d'elements de la cultura popular. El protagonista de la majoria de sketches era Pere Ponce, que interpretava a Tirant, un tècnic obsessionat amb el món visual. La resta del repartiment estava format per Susana García (Fanzina), María Salgueiro (Bumbum) i Àlex Sisteré (Cualquiercosa), i tots ells interpretaven a un grup de personatges virtuals que podien estirar-se, encongir-se o transformar-se en éssers bidimensionals.
Entre els espais que es van emetre en Pinnic van destacar dibuixos animats com Tiny Toons o Draculín i sèries com Harry y los Henderson i El Zorro. També permetia interactuar a través de concursos i tenia el seu propi club de socis que va arribar a aconseguir els 50.000 inscrits. Arran del seu èxit, Canal+ va contractar a Obiols el 1995 per a desenvolupar la seva programació infantil, la qual cosa es va traduir en la creació de Programa más o menos multiplicado o dividido.

## Horari
El seu primer horari d'emissió va ser de dilluns a divendres a les 18.00 hores per La Primera.
En 1993 va ser reubicat en la graella de La 2 de dilluns a diumenge a les 07:30h.
Des d'abril de 1994 fins a la seva finalització al juny de 1996, a més de la seva emissió matinal, es va habilitar una altra franja de dilluns a divendres des de les 13.00 fins a les 15:00h.

## Premis
El programa va ser reconegut amb un Premi Ondas el 1993.
També va obtenir una medalla de bronze al Festival de Televisió de Nova York de 1994.